# Зверьков, Гарик Егорович
Гарик Егорович Зверьков (1937—2011) — научный деятель, лауреат Государственной премии СССР (1978).

## Биография
Гарик Зверьков родился 1 февраля 1937 года в Смоленске. 
В 1961 году он окончил Ленинградский кораблестроительный институт. 
В 1962 году был назначен заведующим отделом сильфонов научно-исследовательского института «Техноприбор» в Смоленске.
Активно занимался проблемами энергосбережения, являлся автором более чем 70 печатных работ, 18 изобретений и 6 патентов в этой области. 
В 1978 году за «разработку теоретических основ проектирования сильфонов создание и широкое внедрение оптимизированных рядов измерительных сильфонов высокой надежности, комплекса автоматизированного оборудования и организацию на этой базе высокоэффективных производств» Гарик Зверьков был удостоен Государственной премии СССР в области науки и техники.
В 1983 году Зверьков стал доктором технических наук, в том же году ушёл на преподавательскую работу в Смоленский филиал Московского энергетического института, был заведующим кафедрой инженерного конструирования. 
Умер 22 января 2011 года, похоронен на Новом кладбище Смоленска.
Был также награждён орденом «Знак Почёта» и рядом медалей.